# Ферреро, Вилли
Ви́лли Ферре́ро (итал. Willy Ferrero; 21 мая 1906, Портленд, США ― 23 марта 1954, Рим) ― итальянский дирижёр.

## Биография

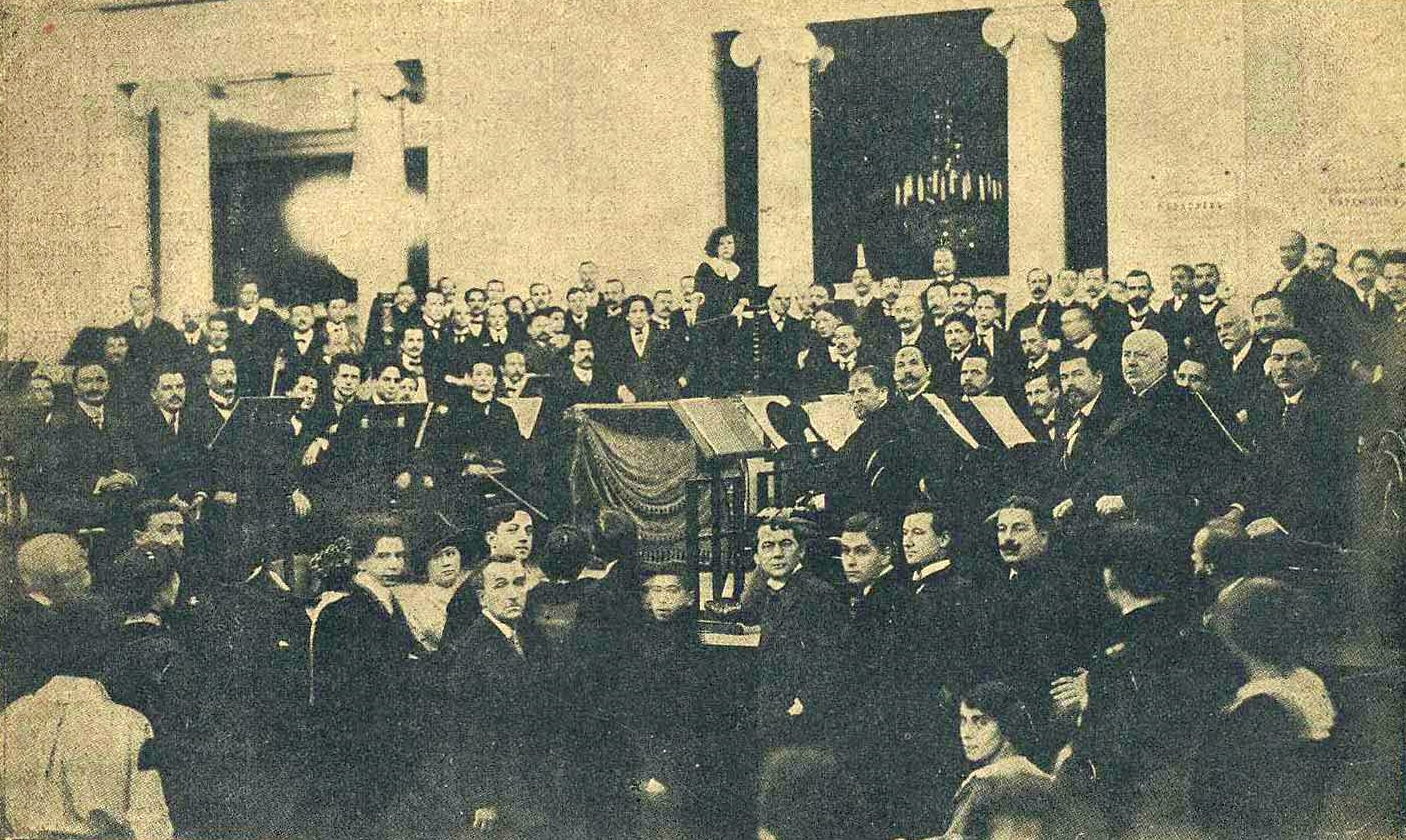
Восьмилетний дирижер Вилли Ферреро перед оркестром графа Шереметева на генеральной репетиции в Дворянском собрании. 1913 год.

Сын артистов цирка. Дирижировать начал в раннем детстве, ещё не зная нот и не умея читать. С огромным успехом выступал как вундеркинд во многих городах Европы, в том числе в 1913—1914 гг. в России, где произвёл исключительное впечатление на царскую семью, так что Николай II, как сообщала «Нью-Йорк Таймс», наградил его золотыми часами с жемчугом и бриллиантами. Массовая российская пресса встретила юного дирижёра как сенсацию:
В Петербурге выступил в концерте в качестве дирижера 8-летний итальянец Вилли Ферреро. Он дирижировал оркестром гр. Шереметева. Без партитуры, вооруженный лишь маленькой палочкой, этот 8-летний мальчик передавал тончайшие нюансы симфонии. Ученые психиатры в недоумении перед этим чудом. Итальянские профессора и психиатры признали Вилли Ферреро феноменальным ребенком с ненормально развитой для его возраста психикой, чем и объясняются его исключительные музыкальные способности. Он легко усваивает труднейшие произведения таких композиторов, как Бетховен, Берлиоз, Вагнер, Гуно, Григ и т. д.

Известный музыкальный критик Вячеслав Каратыгин восторженно отзывался о работе юного дирижёра:

Редко и взрослый бывает таким требовательным руководителем музыкантов, как этот мальчик. Управлял он оркестром уверенно и строго. На лице — сосредоточенность, движения рук точны, изящны и выразительны. А глаза, эти детские глаза, вдруг грозно — да, грозно! — блеснут в сторону оркестранта, допустившего еле уловимую ошибку, а для публики — и вовсе незаметную.

«Восхитительным и загадочным» называл дар Вилли Ферреро известный британский дирижёр Лэндон Роналд.
В то же время выступления Ферреро вызывали ожесточённые споры художественного, психологического, воспитательного характера; в частности, в России среди тех, кто выступал против эксплуатации таланта юного дирижёра и требовал бережного обращения с ним, были музыканты Александр Зилоти, Александр Глазунов, Леопольд Ауэр, психолог В. М. Бехтерев.
Повзрослев, Ферреро поступил в Венскую академию музыки и окончил её в 1924 г., после чего поселился в Милане. Уже сформировавшийся зрелый музыкант, Ферреро выступал как симфонический и оперный дирижёр, в том числе в театре «Ла Скала». В 1936, 1951 и 1952 с успехом гастролировал в России, выступал и записывался с лучшими советскими оркестрами (в т.ч. с Госоркестром СССР). 
Ферреро обладал яркой творческой индивидуальностью, свободой исполнительского выражения. Репертуар дирижёра был весьма широк и включал в себя произведения различных эпох и стилей ― симфонии Бетховена, Дворжака, Брамса, Чайковского, сочинения Дебюсси, Равеля и других композиторов.
Среди записей Ферреро (преимущественно с Оркестром Итальянского радио в Турине и оркестром Национальной академии Санта-Чечилия) Первая симфония Бетховена, симфонические поэмы «Празднества Рима» Отторино Респиги и «Весёлые проделки Тиля Уленшпигеля» Рихарда Штрауса, «Болеро» Равеля, «Кикимора» А.К. Лядова, симфонические фрагменты опер Р.Вагнера («Полет валькирий»), Н.А.Римского-Корсакова («Полёт шмеля») и др.
Записал также музыку к ряду итальянских и голливудских фильмов, среди которых «Земля дрожит» Лукино Висконти (1948), «Похитители велосипедов» Витторио де Сики (1948) и «Отелло» Орсона Уэллса (1952). Творческое сотрудничество с Лукино Висконти Ферреро продолжал и в театре — в частности, в вызвавшей широкий резонанс в прессе постановке «Ореста» Витторио Альфьери, приуроченной к 200-летию драматурга.
В последние годы жизни вёл общественную деятельность, участвовал в Движении сторонников мира, Всемирном Совете Мира. Умер от заболевания сердца. Именем Ферреро названа площадь в римском районе Остия, где он провёл последние годы жизни.

## Интересные факты
- В дореволюционной России имя Ферреро стало нарицательным для вундеркинда: по воспоминаниям княгини Ольги Палей, прозвищем «Вилли Ферреро, или Вундеркинд» наградили недоброжелатели Михаила Терещенко, занявшего пост министра иностранных дел Временного правительства в возрасте всего лишь 31 года[10].
- Итальянская актриса Анна Мария Ферреро (род. 1934) взяла себе псевдоним в честь Вилли Ферреро, друга своих родителей, благодаря поддержке которого она впервые появилась на экране в фильме Клаудио Гора «Небо — красное» (1950), музыку к которому записал Ферреро[11].
- Грузинский дирижёр Вахтанг Жордания выбрал дирижёрскую карьеру в возрасте 9 лет после посещения концерта уже взрослого Ферреро в 1951 году[12].
- Рассказ Аркадия Аверченко «Публика» (1913) построен на обмене впечатлениями слушателей от выступления Вилли Ферреро, в процессе которого слушатели высказывают любые гипотезы о секрете успеха мальчика, кроме его одарённости.